# NGC 2512
NGC 2512 (другие обозначения — UGC 4191, MCG 4-19-21, MK 384, ZWG 118.52, IRAS08001+2331, PGC 22596) — спиральная галактика с перемычкой (SBb) в созвездии Рак.
Этот объект входит в число перечисленных в оригинальной редакции «Нового общего каталога».
В галактике наблюдается повышенное ультрафиолетовое излучение, и потому её относят к галактикам Маркаряна. Причиной является всплеск звездообразования из-за взаимодействия с соседними галактиками.